# Helsinge
Helsinge est une ancienne municipalité de la région de Hovedstaden au Danemark. Depuis la réforme territoriale de 2007, elle fait partie de la municipalité de Gribskov. Elle est située au Nord-Est de l'île de Sjælland.

## Personnalités
Poul-Erik Høyer Larsen (1965-), champion olympique de badminton.

## Sport
Handball
- Nordsjælland Håndbold